# Holonuncia francesae
Holonuncia francesae is een hooiwagen uit de familie Triaenonychidae.